# YES,NO.
『YES, NO.』（イエス、ノー）は、THE SQUARE13枚目のオリジナル・アルバム。1988年2月26日にCBS/SONY RECORDSからリリースされた。

## 解説
『TRUTH』から11ヶ月ぶりの新作。本作がTHE SQUARE名義の最後のアルバムとなり、レコーディングはロサンゼルスおよび東京で行われた。前半4曲はジェリー・ヘイによるブラスアレンジを取り入れている。
LPレコードとカセットテープは全9曲入りだが、CDのみ10曲入りで発売された。

## タイアップ使用楽曲
1曲目「DANS SA CHAMBRE」はFNS系列で放送されていた『タイム3』の初代オープニングテーマ、及びテレビ東京系列で放送されていた『ビジネスマンNEWS』のオープニング直後のBGMに使用。『タイム3』では、スポンサークレジットのBGMとして番組開始から終了まで一貫して使われた。
2曲目の「GO FOR IT」は1990年に発売された『トヨタ・セラ』のCM曲に使用。

## 受賞歴
- 日本ゴールドディスク大賞 第3回（1989年）
  - アルバム･オブ･ザ･イヤー･ジャズ/フュージョングループ部門（邦楽）[2]

## 収録曲
- 全編曲：THE SQUARE

### LPレコード・カセットテープ
A面
1. DANS SA CHAMBRE
（作曲：安藤まさひろ／ブラス編曲：Jerry Hey）
フジテレビ系情報番組「タイム3」、
QAB「WeekendステーションQ」（OPのみ）テーマ曲
2. GO FOR IT
（作曲：安藤まさひろ／ブラス編曲：Jerry Hey）
『トヨタ・セラ』CM曲
3. MISS YOU
（作曲：安藤まさひろ／ブラス編曲：Jerry Hey）
4. EL MIRAGE
（作曲：和泉宏隆／ブラス編曲：Jerry Hey）

B面
1. MR.MELLOW
（作曲：和泉宏隆）
2. KISS
（作曲：安藤まさひろ）
3. PAPILLON
（作曲：安藤まさひろ）
4. CRISIS
（作曲：安藤まさひろ）
5. CATCHER IN THE RYE
（作曲：和泉宏隆）

### CD盤
1. DANS SA CHAMBRE（5：24）
2. GO FOR IT（5：24）
3. MISS YOU（5：00）
4. EL MIRAGE（5：17）
5. SHADOW（5：48） - （作曲：須藤満）
6. MR.MELLOW（5：02）
7. KISS（4：13）
8. PAPILLON（3：44）
9. CRISIS（4：42）
10. CATCHER IN THE RYE（4：57）

## 参加ミュージシャン
- THE SQUARE
  - 安藤まさひろ - Guitar, Synthesaizer Programmes
  - 伊東たけし - Alto Saxophone, EWI
  - 和泉宏隆 - Keyboards, Synthesizers, Synthesaizer Programmes
  - 則竹裕之 - Drums
  - 須藤満 - Bass
- Horn Section（#1 - #4）
  - Jerry Hey - Trumpet & Flugelhorn
  - Gary Grant - Trumpet & Flugelhorn
  - Daniel Higgins - Tennor Saxophone & Flute
  - Charies Loper - Trombone
- その他
  - 横山達治 - Percussion（#4, #5）
  - 中西俊博グループ - Strings（#1, #10）